# Basket Costa
L'Associazione Dilettantistica Basket Costa è una società cestistica femminile di Costa Masnaga (provincia di Lecco). Nella stagione 2022-23 partecipa al campionato di Serie A2.

## Storia
La società sportiva nasce nel 1972 con la squadra maschile, a cui poco dopo si affianca quella femminile. Sino alla fine degli anni ottanta, la Basket Costa si mantenne costantemente in Serie C, iniziando a costruire un solido settore giovanile che a inizio degli anni novanta portò a quattro promozioni in cinque anni, e la conquista nel 1995 della serie A1. 
Il primo anno in serie A1 si concluse con ottavo posto e la qualificazione alle coppe europee, ma a causa di difficoltà economiche la società fallì e chiese l´auto-retrocessione di quattro categorie. Dopo una lenta risalita, nel 2017-2018 arrivò nuovamente a giocarsi la promozione in serie A1, perdendo però nella finale del girone nord contro l'Alpo Villafranca. Promozione che arriva l'anno seguente, dopo aver sconfitto in finale nuovamente l'Alpo Villafranca

## Cronistoria
| Cronistoria del Basket Costa. |
| --- |
| - 1972 · fondazione della polisportiva. - 1994-95 · 1ª in Serie A2 d'Eccellenza, vince i play-off, promossa in Serie A1. - 1995-96 · Emmecia, 8ª in Serie A1, rinuncia all'iscrizione, riparte dalla serie B. - 1996-97 · in Serie B - 1997-98 · in Serie B, rinuncia all'iscrizione, riparte dalla serie C. - 1998-99 · in Serie C - 2001-02 · in Serie C, promossa in Serie B. - 2002-06 · in Serie B - 2006-07 · in Serie B, promossa in Serie B d'Eccellenza. - 2007 · diventa Associazione Sportiva Dilettantistica Basket Costa x l'Unicef - 2007-08 · Mia, 2ª nel Girone A2 della Serie B d'Eccellenza, 4ª nella Poule Promozione del Girone A. - 2008-09 · Mia, 6ª nel Girone B1 della Serie B d'Eccellenza. - 2009-10 · B&P, 2ª nel Girone A2 della Serie B d'Eccellenza, 8ª nella Poule Promozione del Girone A. - 2010-11 · 4ª nel Girone A1 della Serie B d'Eccellenza, ammessa in Serie B Nazionale. - 2011-12 · 4ª nel Girone B della Serie B Nazionale, ammessa in Serie A3. - 2012-13 · 12ª nel Girone B della Serie A3, vince i play-out. - 2013-14 · 2ª nel Conference Nord-Ovest della Serie A3, 7ª nella Poule Promozione del Girone A, semifinali play-off del Girone A. - 2014-15 · 1ª nel Girone A della Serie A3, 1ª nella fase a orologio del Girone A, promossa in Serie A2. - 2015-16 · B&P, 9ª nel Girone A di Serie A2. - 2016-17 · B&P, 6ª nel Girone A di Serie A2, perde le semifinali play-off; vincitrice della Coppa Italia di Serie A2 (1º titolo). - 2017-18 · B&P AutoRicambi, 2ª nel Girone Nord di Serie A2, perde la finale play-off del Girone Nord. - 2018-19 · B&P, 1ª nel Girone Nord di Serie A2, vince il Girone Nord dei play-off, promossa in Serie A1. - 2019-20 · Limonta Sport, in Serie A1 - 2020-21 · Limonta, 8ª in Serie A1, quarti di finale play-off. Quarti di finale di Coppa Italia. - 2021-22 · Limonta, 6ª in Serie A1, quarti di finale play-off. Rinuncia alla categoria e riparte dalla Serie A2. - 2022-23 · Limonta, 3ª nel Girone Nord di Serie A2, perde la finale play-off del Girone Nord - 2023-24 · CLV-Limonta, 2ª nel Girone A di Serie A2, perde la semifinale play-off del Tabellone 1 - 2024-25 · CLV-Limonta, nel Girone A di Serie A2 |

## Palmarès
- Coppa Italia di Serie A2: 1
2017

## Statistiche e record

### Partecipazione ai campionati
| Livello | Categoria             | Partecipazioni | Debutto   | Ultima stagione | Totale |
| ------- | --------------------- | -------------- | --------- | --------------- | ------ |
| 1º      | Serie A1              | 4              | 1995-1996 | 2021-2022       | 4      |
| 2º      | Serie A2 d'Eccellenza | 1              | 1994-1995 | 1994-1995       | 6      |
| 2º      | Serie A2              | 5              | 2015-2016 | 2022-2023       | 6      |
| 3º      | Serie B d'Eccellenza  | 4              | 2007-2008 | 2010-2011       | 8      |
| 3º      | Serie B Nazionale     | 1              | 2011-2012 | 2011-2012       | 8      |
| 3º      | Serie A3              | 3              | 2012-2013 | 2014-2015       | 8      |

Basket Costa ha disputato complessivamente 17 stagioni sportive a livello nazionale.

## Colori e simbolo
I colori sociali della maglia sono il bianco e il rosso. Prevale il bianco durante gli incontri casalinghi, il rosso durante le gare in trasferta.

## Roster 2021-2022
Numeri di maglia.
| Limonta Costa Masnaga | Limonta Costa Masnaga |
| Giocatrici            | Staff tecnico         |
| --------------------- | --------------------- |

| 0  | Italia (bandiera)      | PG | Susanna Toffali           | 1998 | 174 cm |  |  |
| 3  | Italia (bandiera)      | GA | Laura Spreafico           | 1991 | 183 cm |  |  |
| 5  | Italia (bandiera)      | PG | Eleonora Villa            | 2004 | 172 cm |  |  |
| 6  | Italia (bandiera)      | PG | Matilde Villa             | 2004 | 172 cm |  |  |
| 7  | Italia (bandiera)      | AC | Cristina Osazuwa          | 2005 | 191 cm |  |  |
| 8  | Italia (bandiera)      | PG | Beatrice Noemi Caloro     | 2004 | 172 cm |  |  |
| 10 | Italia (bandiera)      | P  | Giorgia Balossi           | 2002 | 172 cm |  |  |
| 11 | Lussemburgo (bandiera) | AC | Lisa Brigitta Jablonowski | 1997 | 192 cm |  |  |
| 14 | Italia (bandiera)      | PG | Vittoria Allievi          | 2003 | 182 cm |  |  |
| 15 | Italia (bandiera)      | GA | Ilaria Bernardi           | 2005 | 178 cm |  |  |
| 17 | Stati Uniti (bandiera) | C  | Mikayla Virgie Vaughn     | 1998 | 192 cm |  |  |
| 20 | Italia (bandiera)      | PG | Laura Toffali             | 2003 | 172 cm |  |  |
| 25 | Stati Uniti (bandiera) | AC | Jessica Janelle Jackson   | 1995 | 193 cm |  |  |
| 35 | Italia (bandiera)      | AC | Marika Labanca            | 2003 | 185 cm |  |  |

| Allenatore                                                                                         |
| - Paolo Seletti                                                                                    |
| Assistente/i                                                                                       |
| - Niccolò Ranieri - Pierangelo Rossi Legenda - (C) Capitano Roster Aggiornato al: 12 dicembre 2021 |